# Венцлавице-Дворске
Венцлави́це-Дво́рске (пол. Więcławice Dworskie) — село в Польше в сельской гмине Михаловице Краковского повета Малопольского воеводства.

## География
Село располагается в 13 км от административного центра воеводства города Краков. Село находится на Малопольском пути святого Иакова.
В 1975—1998 годах село входило в состав Краковского воеводства.

## Население
По состоянию на 2013 год в селе проживало 292 человека.
| 2010 | 2013 |
| ---- | ---- |
| 293  | 292  |

Данные переписи 2013 года:
| Перепись  | Всего   | Всего | Женщины | Женщины | Мужчины | Мужчины |
| --------- | ------- | ----- | ------- | ------- | ------- | ------- |
| Единицы   | человек | %     | человек | %       | человек | %       |
| Население | 292     | 100   | 149     |         | 143     |         |

## Достопримечательности
- Церковь святого Иакова.